# Micky und der Seehund
Micky und der Seehund ist ein US-amerikanischer animierter Kurzfilm von Charles A. Nichols aus dem Jahr 1948.

## Handlung
Micky Maus füttert im Zoo Seehunde mit Fisch. Die Fische, die er ins Gehege wirft, werden von einer kleinen Robbe erbeutet, die Appetit auf mehr bekommt. Sie schmuggelt sich in Mickys Tragekorb. In Mickys Haus macht die Robbe Bekanntschaft mit Pluto, der Micky so aufgeregt bellend auf den kleinen Eindringling aufmerksam macht, dass Micky ihn vor die Tür setzt. Die Robbe hat unterdessen Mickys volle Badewanne entdeckt und springt ins Wasser. Ohne die Robbe zu bemerken, nimmt Micky ein Bad, seift sich ein und schrubbt sich ab, wobei er bald merkt, dass er nicht immer sich schrubbt und auch die Seife nicht immer die Stellen trifft, die er geplant hat. Er entdeckt die Robbe im Badewasser und Pluto ist sehr erleichtert, als Micky ihm eröffnet, die Robbe zurück in den Zoo bringen zu wollen.
Der Plan wird umgesetzt. Die Robbe erzählt den anderen Robben des Zoos von ihren Wascherlebnissen und die sind begeistert. Als Micky und Pluto nach Hause kommen, ist das gesamte Bad von Robben bevölkert, die sich eifrig einseifen und abschrubben.

## Produktion
Micky und der Seehund kam am 3. Dezember 1948 als Teil der Disney-Trickfilmserie Micky Maus in die Kinos.

## Synchronisation
| Rolle      | Originalsprecher | deutsche Sprecher    |
| ---------- | ---------------- | -------------------- |
| Micky Maus | Jimmy MacDonald  | Mario von Jascheroff |
| Pluto      | Pinto Colvig     | Pinto Colvig         |

## Auszeichnungen
Micky und der Seehund wurde 1949 für einen Oscar in der Kategorie „Bester animierter Kurzfilm“ nominiert, konnte sich jedoch nicht gegen Tom und ich und Nibbelchen  durchsetzen.